# 訂閱詐騙程式
訂閱詐騙程式（英語：Fleeceware），也稱騙錢軟體，是一種詐騙型流動應用程式，透過免費試用的廣告宣傳吸引使用者下載，由於用戶不知道如何取消訂閱，因此試用期結束後就會自動收取高額的訂閱費用。

## 歷史
2021年3月，防毒軟體Avast的工作人員揭露在Google Play、App Store發現總共204個訂閱詐騙程式，這些超過10億次下載量的應用程式替開發者賺取大約4億美元的金額。訂閱詐騙程式透過數位媒體商店Google Play、App Store上架應用程式，在社交網站製作廣告以免費試用的名義吸引使用者使用，試用期過後就會進入付費訂閱模式，因為不熟悉移動設備的用戶不會主動終止訂閱，即使刪除應用程式也不會解除自動扣款，便會長期支付高額的金錢。由於這些訂閱詐騙程式採用的是Android或IOS的訂閱機制，開發人員可以忽略與訂閱有關的通知，也讓用戶可以主動終止訂閱，因此其作法沒有違反現有法律。